# واکه بی‌رنگ

نماد الفبای آوانگاری بین‌المللی برای واکهٔ بی‌رنگ (شوا)

واکهٔ بی‌رنگ یا شوا (به انگلیسی: Schwa) در واج‌شناسی و آواشناسی، به واکه‌ای (مصوت) گفته می‌شود که با نمادِ <ə> نشان داده می‌شود.
هنگام تلفظ واکهٔ بی‌رنگ، ماهیچه‌های دهان در حالت آرامش قرار می‌گیرند و در جدول آوایی نیز این واکه در میانه قرار دارد. در بیشتر زبان‌های اروپایی، واکهٔ بی‌رنگ بدون تکیه تلفظ می‌شود، ولی زبان آلبانیایی و زبان بلغاری از این نظر مستثنا هستند.
در زبان‌های ایرانی باستان نیز واکه‌ای وجود داشته‌است که در دگرگونی از دورهٔ باستان به دورهٔ میانه به واکه‌های دیگر بدل شده (البته در حال حاضر در برخی از لهجه های زبان فارسی موجود است)، که برای نشان‌دادن این واکه در واج‌شناسیِ زبان‌های ایرانی از نماد واکهٔ بی‌رنگ بهره می‌گیرند. اکنون این واکه در زبان کردی و لهجه کرمانی وجود دارد.
واژهٔ «شوا» برگرفته از زبان‌های اروپایی (schwa) و در نهایت برگرفته از زبان عبری (שְׁוָא: shva) است. در زبان عربی معمولاً به آن «مصوِّت مخفیّ» (به‌معنی واکهٔ پنهان) و، تحت تأثیر کاربرد موردی در زبان فارسی، «مصوِّت خَفیّ» می‌گویند.